# Толиса (река)
Толиса је река у Босни и Херцеговини, десна притока Саве. Дуга је 56,2 km. 
Извире на обронцима Требаве на надморској висини 440 м, а улива се у Саву између Толисе и Домаљевца. Надморска висина ушћа је 81 м. На целом току Толисе су изражени меандри.